# 科隆日和普勒米耶尔
科隆日和普勒米耶尔（法語：Collonges-et-Premières，法語發音：[kɔlɔ̃ʒ e pʁəmjɛʁ]）是法国科多尔省的一个市镇，属于第戎区。该市镇于2019年由原市镇科隆日-莱普勒米耶尔和普勒米耶尔合并而成。

## 地理
科隆日和普勒米耶尔（47°13'29"N, 5°16'6"E）面积12.56 平方千米，位于法国勃艮第-弗朗什-孔泰大區科多尔省，该省份为法国中东部省份，北起奥布省，西接涅夫勒省和约讷省，南至索恩-卢瓦尔省，东南接汝拉省，东临上索恩省，东北部与上马恩省接壤。
与科隆日和普勒米耶尔接壤的市镇（或旧市镇、城区）包括：贝尔堡、隆尚、马尼-蒙塔尔洛、阿泰、维莱莱波、苏瓦朗、普吕韦、隆若-普吕沃、索恩河畔拉马什。
科隆日和普勒米耶尔的时区为UTC+01:00、UTC+02:00（夏令时）。

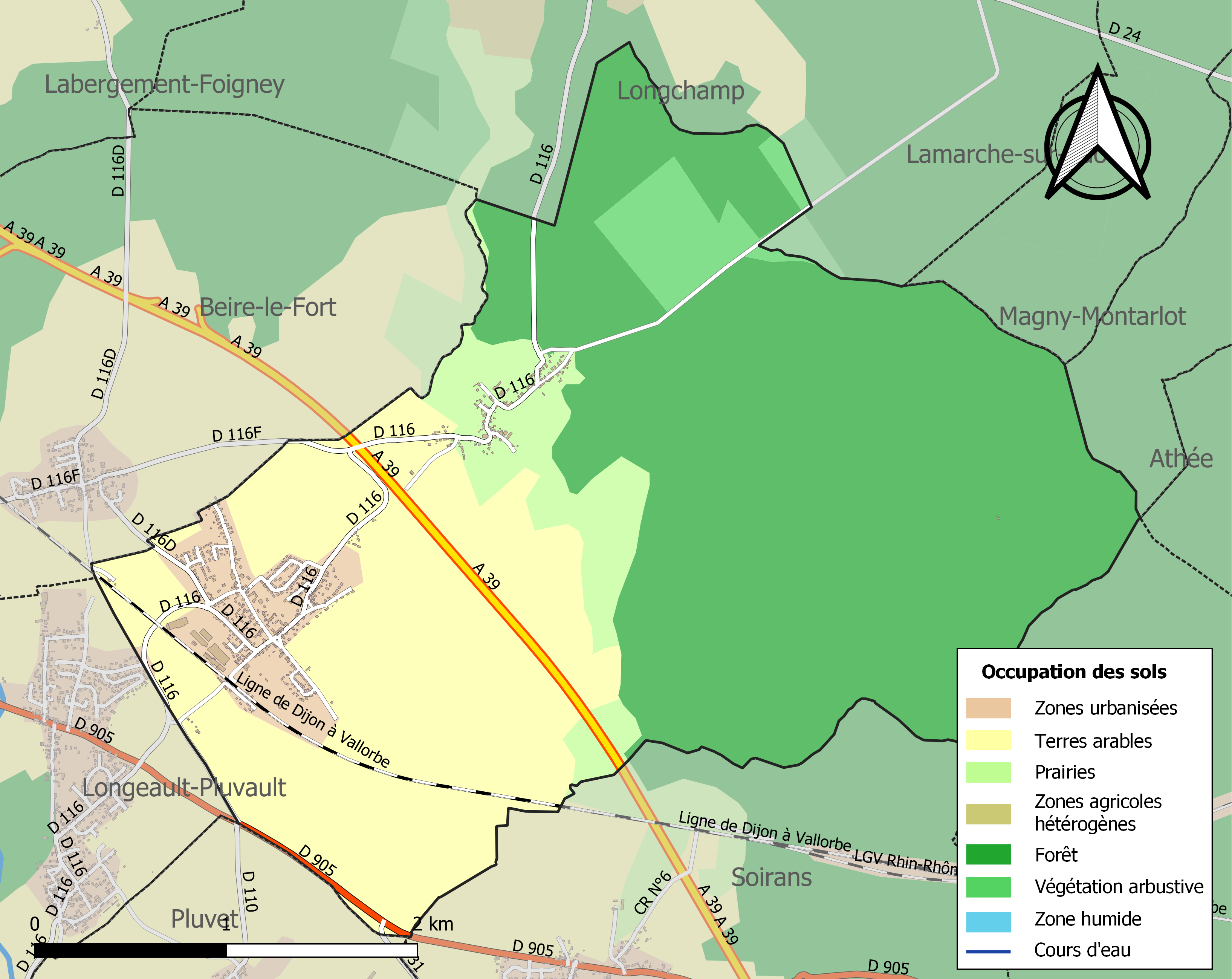
科隆日和普勒米耶尔的OSM定位图

## 行政
科隆日和普勒米耶尔的邮政编码为21110，INSEE市镇编码为21183。

## 政治
科隆日和普勒米耶尔所属的省级选区为让利斯县。

## 人口
科隆日和普勒米耶尔于2022年1月1日时的人口数量为1067人。